# Таганрогский комбайновый завод
ПАО «Таганрогский комбайновый завод» — машиностроительное предприятие в Таганроге, производившее зерноуборочные комбайны.

## История завода

### Создание завода в Таганроге
В мае 1915 года Русско-Балтийское судостроительное и механическое акционерное общество купило у города Таганрога 177 десятин земли для эвакуации одного из своих заводов из Ревеля (ныне Таллин) ввиду угрозы занятия немцами Прибалтики. Первые колышки для строительства завода были забиты 15 октября 1915 года.
Во время Гражданской войны стараниями генерала П. Н. Краснова на заводе был устроен патронный цех, производительность которого к ноябрю 1918 года доходила до 300000 ружейных патронов в сутки.

### Довоенный период
В  1923 году завод начал производить инструмент, и был переименован в  Таганрогский инструментальный завод (ТИЗ).  Однако производственная база завода позволяла решать и более сложные задачи. 
В начале тридцатых годов ТИЗ уже  делает запчасти для тракторов, а  вскоре, здесь же начинается  серийное производство мотоциклов с коляской! Эти мотоциклы так и назывались:ТИЗ. Самой распространенной моделью стал ТИЗ-АМ-600

### Завод в эвакуации
В 1941-1943 годах завод был эвакуирован в Кемеровскую область( г.Новокузнецк), где производил мотоциклы и патроны.

### Послевоенный период
В 1946 году начинается выпуск культиваторов и жаток.
С 1947 года начат выпуск самоходных комбайнов, производство которых продолжалось до самого закрытия завода в 1997 году. Самым массовым стал СК-5 «Нива». Также заводом выпускалось тракторное самоходное шасси СШ-75 «Таганрожец»
Чтобы обойти пешком всю территорию завода в 1980 году нужен был полный световой день.
На Таганрогском комбайновом заводе был снят фильм 1976 года «Быть Братом». В фильме он фигурирует под названием «Южный комбайностроительный завод», однако в кадре видны комбайны «Колос», заводские помещения и производственные цеха, а так же растяжки „Дадим к жатве 9000 комбайнов «Колос»“.

### Автомобильное производство
В начале 1990-х годов было принято решение о прекращении производства мостов для комбайнов «Дон» и переориентации завода на выпуск легковых автомобилей. Это решение было согласовано с председателем правительства России Виктором Черномырдиным.
В феврале 1996 года внешним управляющим «ТКЗ» был назначен директор таганрогского филиала банка «Донинвест» Е. А. Струков.
В 1997 году было начато строительство Таганрогского автомобильного завода по лицензии южнокорейской Daewoo Motors по проекту, разработанному ростовскими конструкторами. Строительство полностью финансируется за счет ФПГ «Донинвест» с объёмом инвестиций свыше 260 млн $. При создании использовался имеющийся на заводе «Таганрогский комбайновый завод» универсальный конвейер, который быстро переоборудовали для сборки автомобилей. Строительство заняло год и семь месяцев. На ТагАЗе выпускались автомобили Хендэ: Соната, Акцент, ряд других моделей.
ОАО «ТКЗ» был тесно связан с ОАО «ТагАЗ» и финансовой группой «Донинвест» Михаила Парамонова.
В 2014 году сборка автомобилей на ТагАЗе была прекращена, компания обанкрочена.

### Текущее состояние завода
С 2007 года завод фактически прекратил свою основную производственную деятельность: производилась распродажа товарно-материальных ценностей, оставшегося оборудования и реструктуризация.
В октябре 2011 года на официальном сайте завода появилось сообщение о прекращении выпуска комбайнов, по состоянию на конец 2013 года также сообщается о том, что выпуск комбайнов не ведётся. Акции общества по состоянию на конец 2013 года торгуются на Московской бирже.
С 21 октября 2017 года торги по акциям на Московской бирже остановлены.
Производственная площадка находится в запустении. Процедура банкротства продолжается. Шансов возобновления производства в среднесрочной перспективе не наблюдается. В июле 2020 года административное здание предприятия выставлено на продажу.
2024 год Ростсельмаш на месте бывшего завода ТагАЗ и Таганрогского комбайнового завода открыли завод Ростсельмаш по производству малой прицепной и навесной сельскохозяйственной  техники

## Выпускавшаяся продукция
- Артиллерийские снаряды (1916)
- Ружейные патроны (1918)
- Тиски, труборезы, микрометры, штангенциркули, поверочные плиты и мн. др. (1925)
- Запчасти для тракторов (1933)
- Лодочные моторы (1935)[1]
- Мотоциклы семейства ТИЗ (1935—1941)[1]
- Комбайны зерноуборочные Сталинец-4 (1947, констр. М. А. Пустыгин)[6]
- Самоходные шасси СШ-75 «Таганрожец» (1965-19??)
- Комбайны зерноуборочные самоходные СК-3 (1958, констр. Х. И. Изаксон)
- Комбайны зерноуборочные самоходные СК-4 (1962)
- Комбайны зерноуборочные самоходные СК-6 «Колос»
- Комбайны самоходные зерноуборочные двухбарабанные СК-6-II «Колос» (1971—1984)
- Комбайны самоходные полугусеничные рисозерноуборочные СКПР-6 «Колос» (1971—1979)
- Комбайны самоходные гусеничные рисоуборочные СКГД-6 «Колос» (1980—1984)
- Самоходные свеклоуборочные комбайны КС-6Б
- Комбайны зерноуборочные КЗС-3 «Русь» (1993—2002)

## Директора завода
- с 20?? по наст. время — Р. Р. Петренко
- с 2002 по 20?? — В. И. Инатаев
- с 1997 по 2002 — Е. А. Струков
- с 1996 по 1997 — Е. А. Струков (арбитражный управляющий)
- с 1995 по 1996 — А. Н. Иванов
- с 1984 по 1995 — А. И. Герасименко
- с 1979 по 1984 — Н. А. Феоктистов
- с 1975 по 1979 — Г. И. Чернов
- с 1961 по 1975 — Н. В. Лутай
- с 1954 по 1961 — А. М. Меркулов
- с 1952 по 1954 — Е. А. Скуднов
- с 1951 по 1952 — Н. А. Шердаков
- с 1944 по 1951 — Н. Ш. Абелев
- с 1943 по 1944 — М. М. Мексин
- с 1937 по 1941 — К. А. Агапов[7]
- с 1936 по 19?? — С. А. Соколовский[8]

...
- с 1921 по 1922 — П. Г. Москатов